# Cynthia (djur)
För andra betydelser, se Cynthia.

Cynthia är ett undersläkte till släktet Vanessa i ordningen fjärilar. Undersläktet Cynthia som ingår i familjen praktfjärilar beskrevs först av den danske entomologen Fabricius 1807.

## Karaktäristiska drag
Cynthia-släktets fjärilar karaktäriseras av stora fjärilar (vingbredd 5–9 cm) som identifieras på dess svarta och vita kanter på de huvudsakliga mörkt orangea, svartfläckiga vingarna. De har fem vita fläckar i den svarta främre vingens spets och även om de orangea områdena kan vara bleka här och där finns det inga rena vita prickar i dem. De bakre vingarna har fyra små ögonfläckar på rygg- och undersidan. Ögonfläckarna på ryggsidan är svarta, men på sommaren har vissa morfer små blåa pupiller.

## Dottertaxa tillCynthia, i alfabetisk ordning[1][2]
- Cynthia ahwashtee
- Cynthia albicans
- Cynthia albipuncta
- Cynthia altissima
- Cynthia annabella
- Cynthia ate
- Cynthia belladonna
- Cynthia braziliensis
- Cynthia bruchi
- Cynthia brunnea-albimaculata
- Cynthia carduelina
- Cynthia carduelis
- Cynthia cardui
- Cynthia carnea
- Cynthia carye
- Cynthia dallasi
- Cynthia elymnias
- Cynthia eunice
- Cynthia flava
- Cynthia fulvia
- Cynthia huntera
- Cynthia inornata
- Cynthia intermedia
- Cynthia iole
- Cynthia japonica
- Cynthia johni
- Cynthia kershawii
- Cynthia koreana
- Cynthia letcheri
- Cynthia lucasii
- Cynthia martha-maria
- Cynthia massachusettensis
- Cynthia merlinde
- Cynthia minor
- Cynthia minuscula
- Cynthia muelleri
- Cynthia myrinna
- Cynthia nigripuncta
- Cynthia nivosa
- Cynthia pallens
- Cynthia pallida
- Cynthia priameis
- Cynthia rogeri
- Cynthia rosacea
- Cynthia rosea
- Cynthia rubia
- Cynthia schoenfellneri
- Cynthia schraderi
- Cynthia simmsi
- Cynthia subfracta
- Cynthia suffusa
- Cynthia takesakiana
- Cynthia terpsichore
- Cynthia ushuwaia
- Cynthia varini
- Cynthia virginiensis
- Cynthia wiskotti

## Bildgalleri för jämförelser

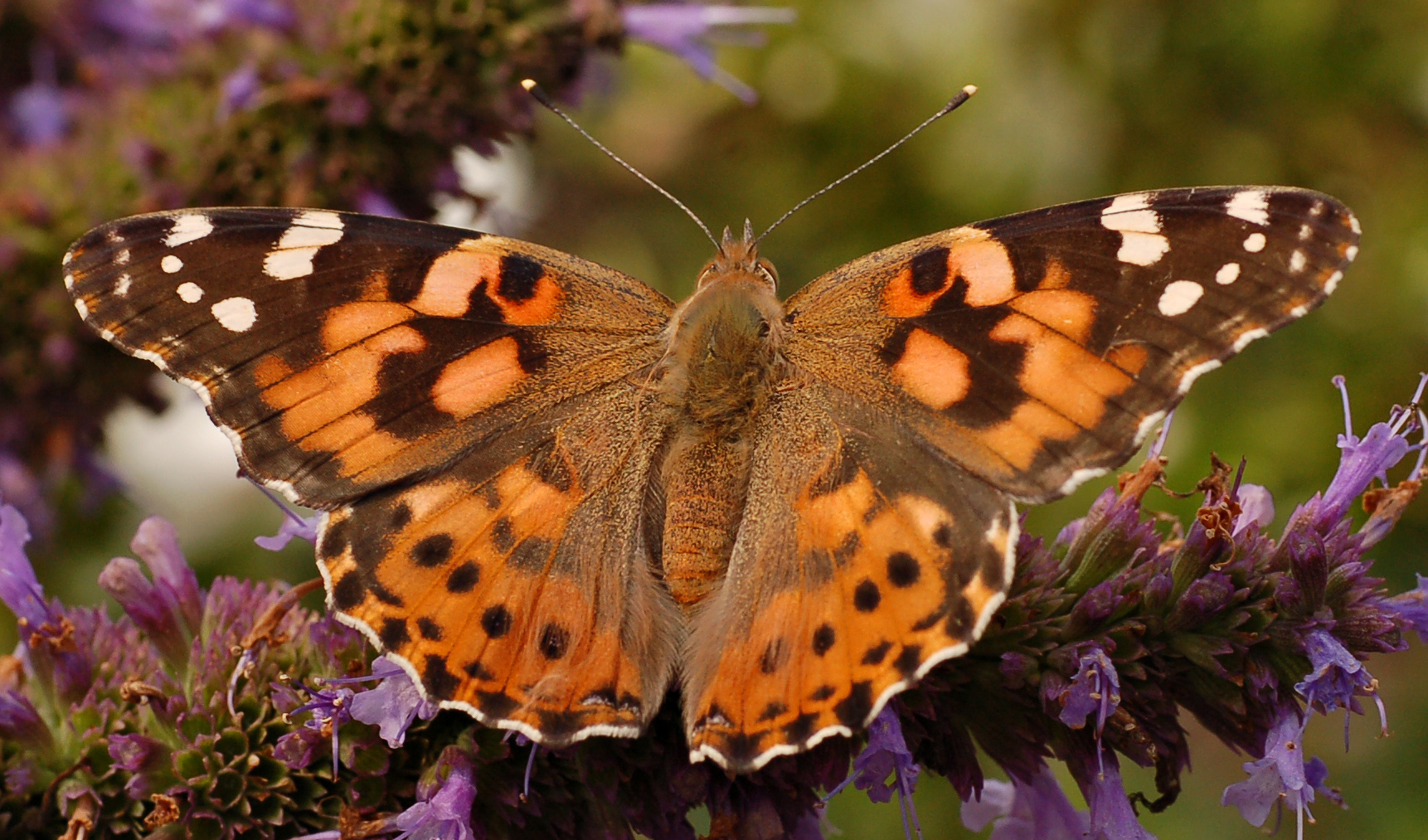
Cynthia cardui
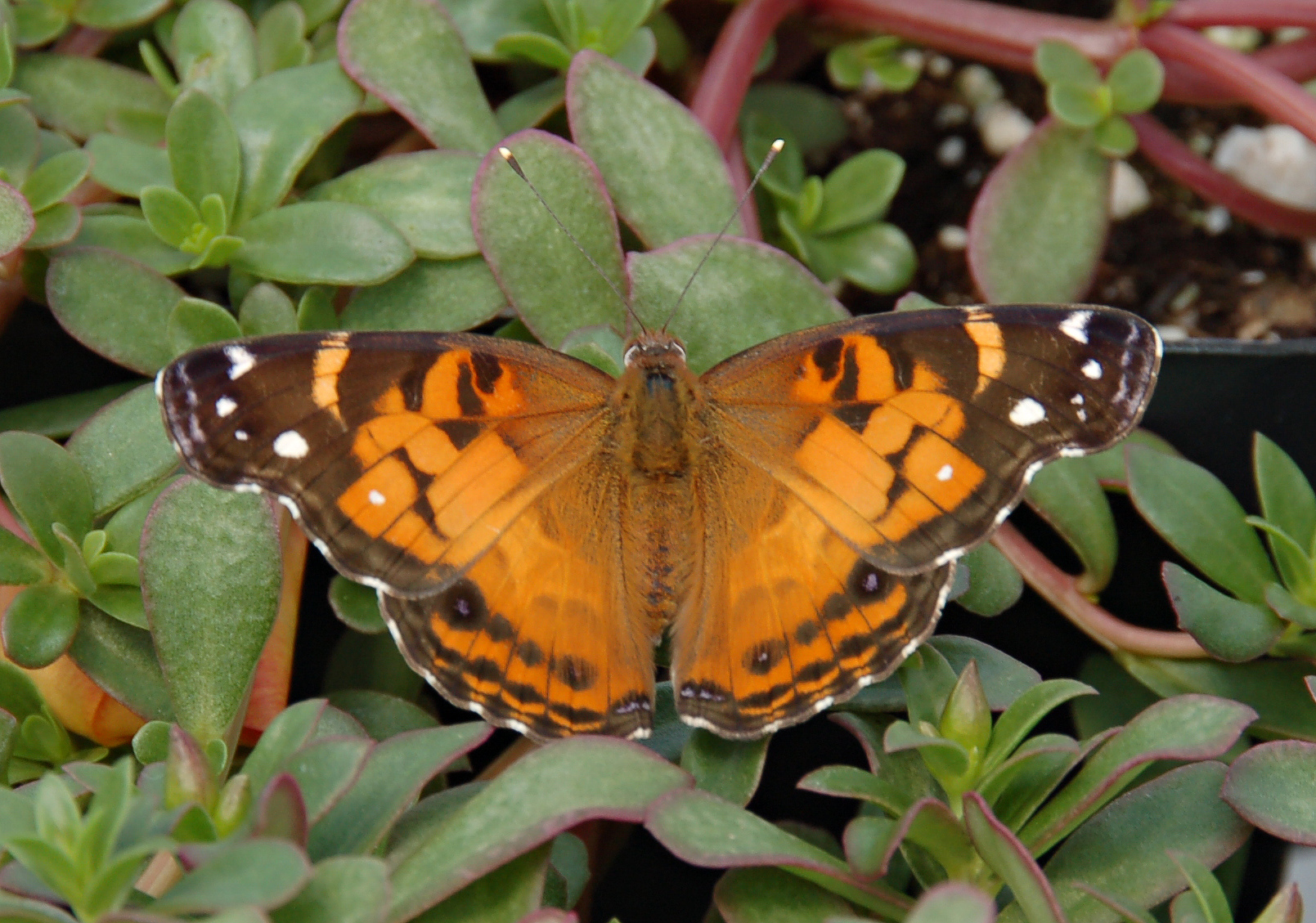
Cynthia virginiensis
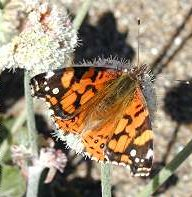
Cynthia annabella
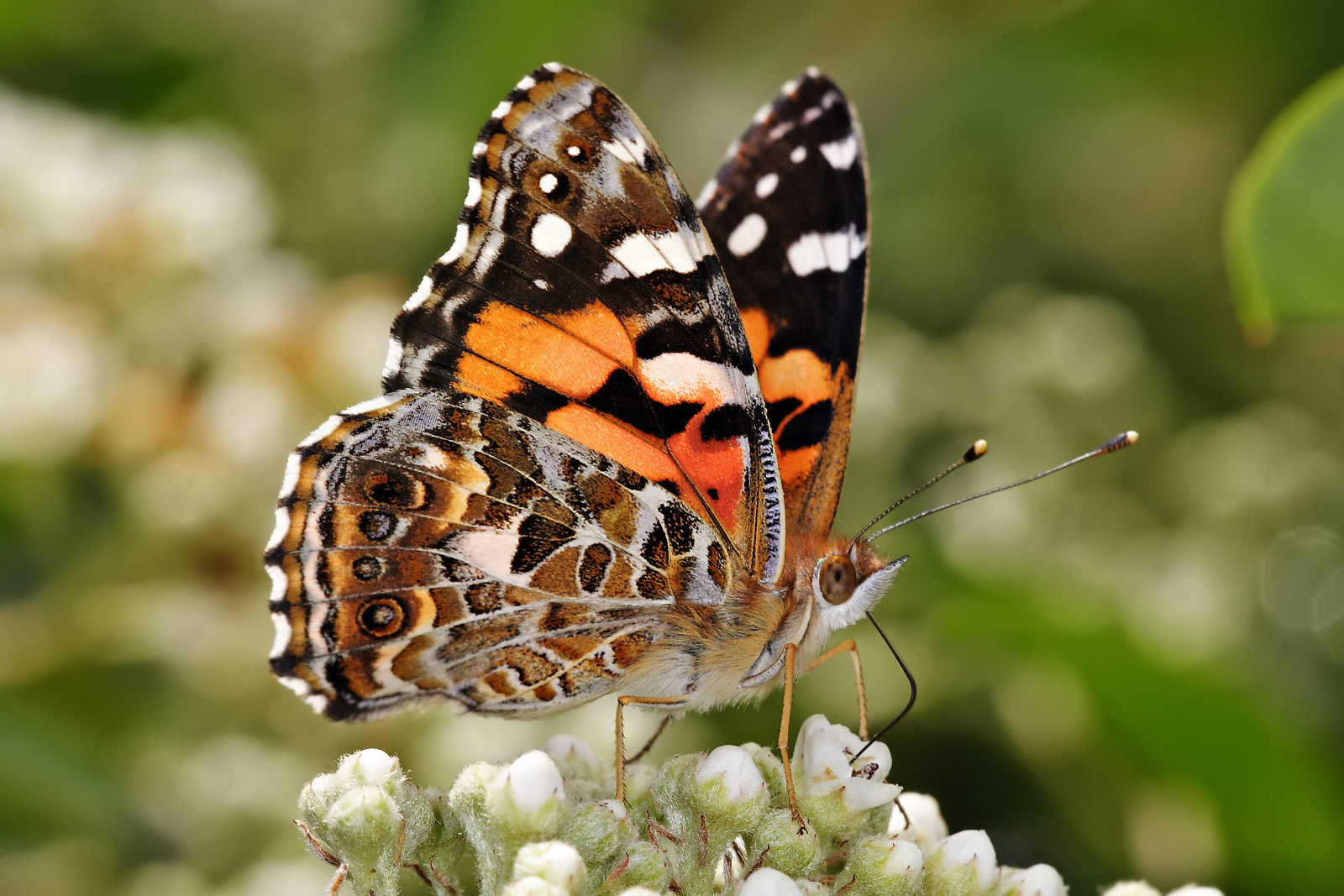
Cynthia kershawii